# Georges-Ambroise Davy
Georges-Ambroise Davy (Bernay, 31 dicembre 1883 – Coutances, 27 luglio 1976) è stato un sociologo francese.
Rimase all'interno della dottrina di Durkheim, pur non condividendo alcuni punti teorici di quest'ultimo: per Davy infatti, il milieu non è più l'unico elemento fondante della personalità di ciascun individuo, bensì è un substrato inalienabile per ciascuno, che però non è considerato l'unica cornice all'interno della quale si risolve un individuo nella sua interezza. Per esprimere l'origine di ciascuna individualità, Davy parlò di "nodi di causalità individuale" - insieme alle "causalità sociali", determinate appunto dal milieu.